# Aérodrome de Forlì
Pour les articles homonymes, voir FRL.
L'aéroport de Forlì (code IATA : FRL • code OACI : LIPK) est un aéroport de l'Émilie-Romagne qui porte le nom de l'aviateur Luigi Ridolfi (pionnier de l'aviation en Italie après la Première Guerre mondiale). Il est situé dans la première périphérie de la ville entre les quartiers Ronco, Bussecchio et la frazione (hameau rattaché) de Carpena.
Sa construction date de 1934. Il est situé à environ 5 km de Forlì et à 78 km de Bologne.
Son appellation officielle est « Aeroporto di Forlì Luigi Ridolfi ».

## Aéroport
L'aéroport de Forlì a mis fin à son activité aux vols commerciaux entre le 29 mars 2013 et début 2021.
Il continue à être actif en tant qu'école de vol et voyages privés et a repris du service commercial.
Il assure le dépannage en cas de brouillard ou de problèmes de trafic de l'aéroport de Bologne-Borgo Panigale.

## Trafic aérien

### Caractéristiques de la piste
La piste est unique en bitume et mesure 2,560 m de long sur 45 m de large.
La classification ICAO est de catégorie «4D».
Son orientation est 116°-296°(12-30) et est dotée d'ILS (Instrument landing system) cat. II et PAPI (Precision Approach Path Indicator).
Elle est dotée de 4 raccords à la zone de parking des avions et d'un plus petit vers la zone de service (Taxiway A-B-C-D-E).

## Compagnies aériennes et destinations
| Compagnies | Destinations |
| ---------- | --- |
| GoTo Fly   | En saison: - Alghero-Fertilia, - Brindisi Papola/Casale, - Cagliari, - Catane-Fontanarossa, - Comiso, - Céphalonie, - Lampédouse, - Naples-Capodichino, - Olbia-Costa Smeralda, - Oradea, - Pantelleria, - Tarbes-Lourdes-Pyrénées, - Tirana, - Trapani-V. Florio (Birgi), - Zadar, - Zante D.-Solomós |
| Ryanair    | Katowice-Pyrzowice, Palerme Falcone-Borsellino |

Actualisé le 29/07/2023